# Anna Maßmeyer
Anna Maßmeyer (née vers 1615 sous le nom de Anna Meyer; exécutée le 12 mars 1655 à Minden) était une victime de la chasse aux sorcières menée par le conseil municipal de la ville de Minden. Son mari était le pêcheur Heinrich Maßmeyer. 

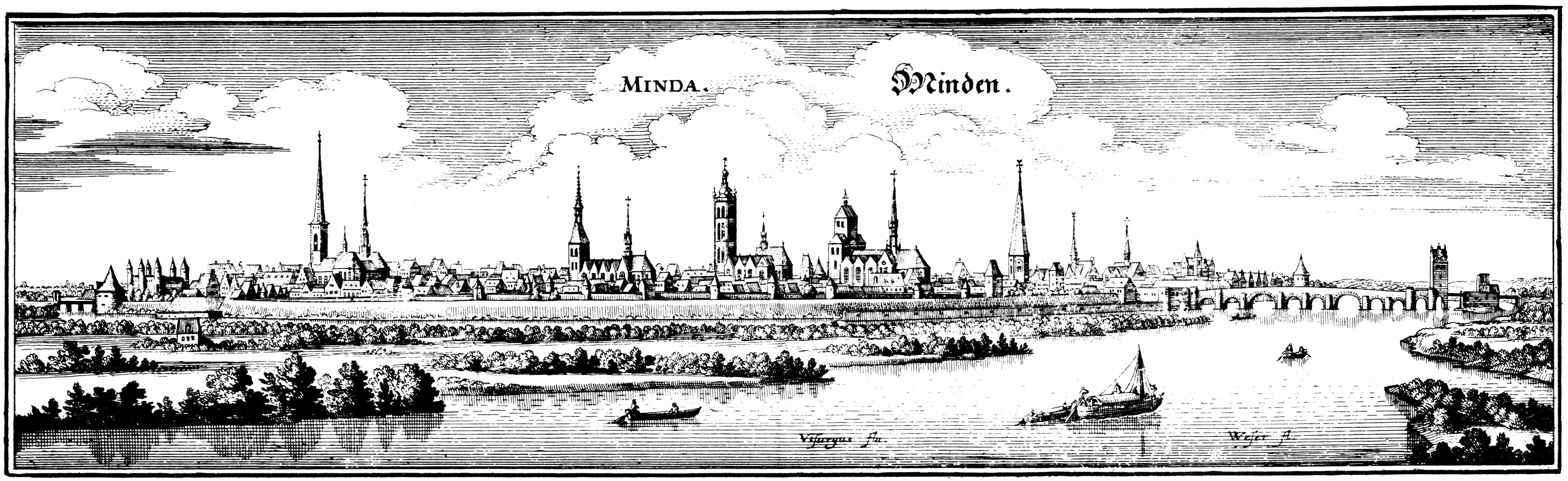
Chalcographie de Matthäus Merian représentant Minden.

## Biographie

### Famille et conditions de travail
Maßmeyer appartenait à une famille dont, au fil des générations, les femmes ont souvent été accusées de sorcellerie : sa grand-mère et sa tante, accusées de sorcellerie ont été brûlées à Lübbecke, deux cousines ainsi que leurs filles l´ont également été à Minden. Elle-même, en 1630, fut l´objet de rumeurs de sorcellerie alors qu´elle travaillait depuis cinq ans comme servante au service de sa cousine qui avait été emprisonnée comme présumée sorcière. Ensuite elle a travaillé au service de plusieurs maîtres. En 1638, alors qu´elle était depuis deux ans au service de Heinrich Koster, elle fut encore la victime de rumeurs concernant sa prétendue sorcellerie. Simple servante, financièrement dépendante, socialement isolée, elle avait peu de possibilités de se défendre contre ces accusations. Personne ne voulait maintenir de contact avec elle. Elle a alors quitté la ville et est entrée, à l´âge de 23 ans, avec Catharina Bogering au service de Hans Harm, aubergiste à Lahde près de Petershagen. Dès 1639, les deux jeunes femmes sont revenues à Minden. Catharina Bogering y propagea alors la rumeur selon laquelle Anna Maßmeyer, soupçonnée de sorcellerie, aurait été congédiée pour ce seul motif. De plus elle aurait entretenu des relations avec des soldats. Anna affirma qu´elle avait quitté sa place pour chercher de meilleures conditions de travail. Elle a ensuite travaillé quatre ans, toujours comme servante au service de Johann Konemann, puis a été journalière ; elle habitait alors chez Ilsche Osterwisch.

### Mariage et nouvelles accusations
Vers 1645, elle a épousé le pêcheur Heinrich Maßmeyer et a déménagé dans le quartier des pêcheurs aux environs de Minden. Sa vie a pris un tour dramatique lorsque à Noël 1653, Dorothea, femme du soldat Michael Schlor, l´accusa d´avoir empoisonné son fils. Anna se défendit peu et son mari ne la protégea pas du tout. D´autres accusations se sont accumulées : ainsi par exemple un valet dont « une créature vivante, serpent ou lézard, serait sorti de sa gorge ». Elle aurait aussi causé la mort du bétail. Anna réaffirma son innocence et souhaita alors subir le « test de l´eau », une procédure juridique moyenâgeuse qui permettait de trancher sur la culpabilité des sorcières.

### Procès et exécution
Après une nuit passée en prison, le juge exécutif Peter Albrecht l´a menacée de torture. Anna s'est alors effondrée et, en présence du bourreau et de l'huissier, a avoué avoir fait un Pacte avec le Diable qui se présentait sous la forme « d´un homme vêtu de noir nommé Hans Federbusch qui avait une main... comme un sabot de vache et des pieds comme des sabots de cheval ». Les conseillers municipaux Conrad Hoyer, Jürgen Weßling, Johann vom Busch et Statz Lohrmann lui ont demandé de passer aux aveux. Anna a avoué avoir conclu un pacte de magie et participé au sabbat des sorcières à Lübbecke, à Hausberge et à Minden sur la Kuhlenstraße de Minden. Cependant, elle a souligné qu'elle avait su résister aux offres du diable. Le 3 février 1655, un autre interrogatoire a eu lieu mais peu de temps après, elle a rétracté ses aveux. Au cours des douze jours suivants, elle a été interrogée parfois "à l'amiable" parfois "de manière embarrassante". Ses déclarations variaient constamment. Les conseillers ont utilisé une ruse pour l`amener à retirer toutes ses déclarations contradictoires.
En février 1655, le conseil obtint un deuxième avis de Faculté de droit, qui ordonna un interrogatoire sous la torture. Anna a ensuite fait un autre aveu, à nouveau rétracté au palais de justice et le 7 mars 1655 sur la place du marché de Minden. Le test de l'eau a de nouveau été exigé. Il a été effectué le 8 mars, avec un bateau sur l'étang dit des sorcières et le résultat a été négatif pour Anna dont la résistance était finalement brisée. Alors qu'elle était encore sur le bateau, elle a avoué tout ce que les juges voulaient entendre. Le 12 mars 1655, elle a confirmé publiquement tous les points de l'accusation et a été condamnée à mort par décapitation puis le corps a été incinéré.

## Sources
- (de) Actes du procès des sorcières (36 pages) KAM, Ville de Minden, B, numéro 247
- (de) KAM, Ville de Minden, B, numéro 250